# Den Kongelige Ballet 1902-1906
Den Kongelige Ballet 1902-1906 er en dansk undervisningsfilm fra 1979. Filmen er lavet af den amerikanske ballethistoriker John Mueller fra Rochester University og Ole Brage, leder af Danmarks Radios historiske arkiv som en kompilation af Peter Elfelts balletfilm med Elvi Henriksen som pianist. Filmen er tænkt til undervisningsbrug i studiet af Bournonville-danse.

## Handling
Balletfilm med hoffotograf Elfelts optagelser (i årene 1902-1906) af følgende balletter:

1) Livjægerne på Amager (Bournonville)

2) Elverhøj (Poul Funck)

3) Sylfiden (Bournonville)

4) Sylfiden" (lang version af åbningssolo)

5) Napoli (Bournonville)

6) Troubaduren (Bournonville)

7) Pas de Deux (af ukendt koreograf)

8) Fra Sibirien til Moskov (Bournonville)

9) Orpheus og Eurodike (Hans Beck)

## Medvirkende
- Valborg Borchsenius
- Hans Beck
- Ellen Price de Plane
- Gudrun Christensen
- Smith Helga
- Margrethe Andersen
- Clara Rasmussen
- Gustav Uhlendorff
- Richard Jensen
- Elisabeth Beck
- Anna Agerholm